# Adriano Castellesi
Adriano Castellesi, também conhecido como Adriano di Castello ou Adriano da Corneto (Corneto, c. 1461 — Veneza, dezembro de 1521) foi um cardeal, bispo e humanista italiano.

## Biografia
Castellesi nasceu em Corneto, atual Tarquinia na região do Lácio, nada se sabe sobre sua educação. Castellesi estava em Roma em 1480, membro da confraria leiga do Santo Spirito in Sassia e com o cargo na burocracia do Vaticano de solicitador de cartas apostólicas. Casado em Volterra por volta de 1485 com uma certa Brigida di Bartolomeo, a fim de embarcar em uma carreira eclesiástica, solicitou a anulação do casamento, que, declarado não consumado, foi dissolvido em 1489 pelo Papa Inocêncio VIII.

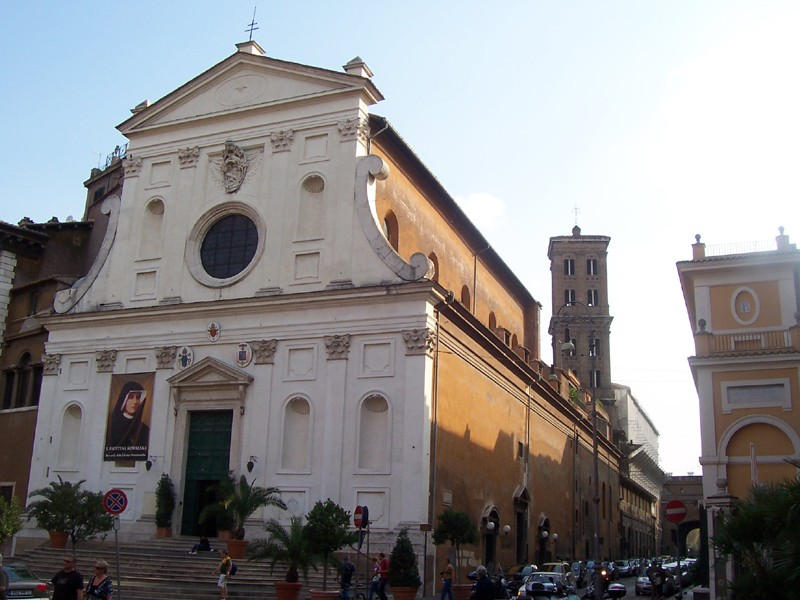
Roma: igreja do Santo Spirito in Sassia

“Familiar” do papa e notário da Câmara Apostólica, foi enviado à Escócia em 1488 para tentar obter um acordo entre o rei Jaime III e os nobres revoltosos, mas teve que retornar a Roma após o assassinato do rei. Depois de 1489, passou a maioria de sua carreira diplomática como coletor papal da Santa Sé na Inglaterra, onde obteve benefícios eclesiásticos, e lhe permitiu gerar lucros significativos. Em 1493, o novo papa Alexandre VI o nomeou núncio apostólico na Inglaterra, mas a partir de 1494 ele estabeleceu sua residência em Roma como procurador de Henrique VII da Inglaterra.
Em 1492, recebeu do rei Henrique a prebenda de Ealdland na Catedral de São Paulo, seguida por St Dunstan-in-the-East. Depois que Castellesi recebeu a cidadania inglesa em 29 de junho de 1492, ele se tornou escrivão do tesouro papal e do bispado de Hereford. Castellesi apoiou a política antifrancesa do Papa Alexandre VI, obtendo os novos cargos de secretário secreto e protonotário, mas não a púrpura cardinalícia, apesar dos 20 mil ducados oferecidos ao papa em março de 1498. Em julho, esteve em Paris para insistir, sem sucesso, para que o novo rei Luís XII se unisse a uma liga antiturca, desistindo de qualquer reivindicação ao Ducado de Milão. Tesoureiro Geral em 1500, bispo de Hereford, Inglaterra, em 1502, ele novamente se empenhou contra a aliança franco-veneziana e, em 3 de janeiro de 1503, esteve presente na prisão, no palácio do Vaticano, do cardeal Giovanni Battista Orsini, um oponente da política do papa e de César Bórgia, que dois dias antes havia mandado matar seu primo Paolo Orsini, Vitellozzo Vitelli e Oliverotto de Fermo em Senigália. Em agosto de 1504, Castellesi foi nomeado para a diocese mais lucrativa de Bath e Wells, mas nunca residiu em nenhuma delas.
Com quem Castellesi trabalhou em conjunto nas questões da Inglaterra, Silvestro de' Gigli logo se tornou seu amargo rival, com crescente hostilidade aberta. Eles foram admitidos juntos na Confraria do Hospício inglês. Em 1500, ambos obtiveram o direito de usar o nome do rei junto ao papa para defender a cristandade contra os turcos. Mais tarde, trabalharam juntos para obter a confirmação do papa para os tratados entre a Inglaterra e a Escócia. Tomás Wolsey foi outra figura com quem Castellesi formou um relacionamento cada vez mais tenso. Embora Wolsey tenha recorrido a Castellesi para apoiar seus esforços para obter um cardinalato, mais tarde ele preferiu Gigli. Em 1515, Castellesi caiu completamente nas graças de Wolsey.
Em Roma, Castellesi estabeleceu um forte relacionamento com o Papa Alexandre VI. Embora Castellesi tenha tentado comprar um cardinalato em 1498, seus esforços não tiveram sucesso até que Alexandre VI o tornou cardeal-presbítero, com o título de São Crisógono, em 31 de maio de 1503. Um homem de reputação duvidosa, confidente e protegido de Alexandre, pagou ao papa uma grande quantia em dinheiro para a sua promoção. Castellesi serviu de facto como cardeal protetor da Inglaterra, apesar de não ter sido nomeado. Ele também sucedeu Francesco Piccolomini como Cardeal Protetor da Alemanha.

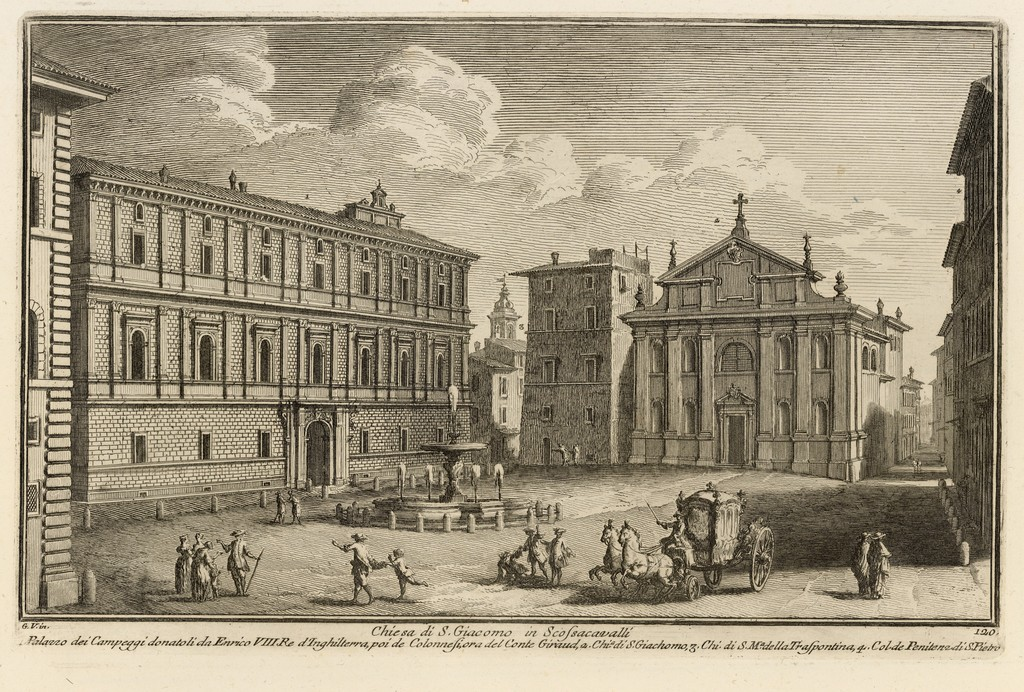
Palácio Giraud Torlonia em Borgo

Castellesi comprou uma vigna em Borgo, perto do Vaticano, onde construiu um suntuoso palácio projetado por Donato Bramante: hoje é conhecido como Palazzo Giraud Torlonia. No verão de 1503, recebeu o Papa e seu filho César Bórgia em um banquete que durou até o anoitecer, apesar da insalubre temporada do ano, quando a malária em sua forma mais maligna era abundante. Dos três, o cardeal Adriano foi o primeiro a ficar doente, o papa sucumbiu uma semana depois. A história do envenenamento do papa deve ser relegado ao reino da ficção. Houve rumores de uma tentativa frustrada de envenenar Castellesi pelos Bórgias, mas talvez tenham sido consequências da malária. Não há evidências que sugiram que o Papa tenha sido envenenado. Depois que o Papa Pio III sucedeu Alexandre VI, o bom relacionamento anterior de Castellesi com Alexandre VI provou ser um risco, especialmente como representante proeminente dos interesses ingleses em Roma.
Após o breve pontificado de Pio III, a eleição de Júlio II teve o efeito de retirar Castellesi do cenário político. Parece que em várias cartas ele expressou a Henrique VII algumas críticas contra o papa e a cúria. Quando Júlio II ficou sabendo disso, o cardeal fugiu para Espoleto em setembro de 1507, mas retornou a Roma alguns dias depois, quando teve certeza do perdão de Júlio. Entretanto, em 7 de outubro, fugiu novamente de Roma, refugiando-se em Trani, então uma cidade veneziana, onde permaneceu por mais de um ano. Finalmente, ele buscou asilo na República de Veneza, em guerra com o papa e a Liga de Cambrai, e em 23 de abril de 1509, Castellesi conseguiu chegar a Veneza.
Ele se estabeleceu em Pádua e manteve boas relações com o Imperador Maximiliano I, de quem era hóspede, e facilitou as negociações de paz do Império com Veneza. Quando Júlio II morreu em 21 de fevereiro de 1513, ele retornou a Roma e se apresentou como candidato do imperador no conclave em que Leão X foi eleito. Com o papa Médici, Castellesi perdeu muito de sua influência e dificilmente conseguiu defender a lucrativa coletoria inglesa, que Henrique VIII queria atribuir a seu secretário Andrea Della Rena.
O cardinalato de Castellesi foi revogado em 1518, quando ele foi implicado na tentativa fracassada do cardeal Alfonso Petrucci de assassinar o Papa Leão X, da qual também participaram os cardeais Raffaele Riario, Francesco Soderini e Bandinello Sauli. Parece que Castellesi foi convencido por uma profecia que previa que, com a morte do Papa Leão, um cardeal idoso chamado Adriano seria eleito (somente ele e Adrian Gouffier de Boissy eram cardeais com esse nome; dois meses depois, Adriaan Boeyens, dois anos mais velho que ele, seria nomeado cardeal, e de fato se tornaria o Papa Adriano VI). Quando a trama foi descoberta, Petrucci, seu secretário Antonio de Nini e o médico do papa, Pietro Vercelli, que supostamente o teria envenenado, foram executados, Riario e Sauli foram presos, Soderini e Castellesi também acabaram confessando e, após declararem seu arrependimento, foram condenados com os outros dois cúmplices a pagar uma multa de 12 500 ducados, que mais tarde foi dobrada.
Após esses eventos, Castellesi continuou a enfrentar desafios, tanto na Inglaterra quanto em Roma. Wolsey ficou furioso com o fato de Castellesi não ter conseguido garantir a ele o bispado de Tournai. Wolsey pressionou para que a posição de Castellesi como coletor e cardeal fosse revogada, o que acabou sendo apoiado pelo rei Henrique. Apesar da luta de Castellesi para manter o poder, o rei Henrique retomou a posse do palácio de Castellesi. Mais tarde, embora o Papa Leão X estivesse inclinado a considerar a clemência, Castellesi perdeu Bath e Wells e seu cardinalato. A privação de seus bens e títulos é atribuída principalmente à vingança pessoal de Wolsey contra Castellesi, que já durava anos. Após esses eventos, ele se retirou para Veneza para permanecer escondido. Após a morte do Papa Leão X, em 1 de dezembro de 1521, Castellesi decidiu deixar Veneza e ir para Roma. Embora não se saiba exatamente como ele morreu, acredita-se que um servo o tenha assassinado nos meses seguintes de 1521, quando em seu caminho para o conclave, que elegeu o Papa Adriano VI.

## Obras selecionadas
Como escritor, Castellesi foi um dos primeiros a devolver ao latim a sua pureza original. Dois poemas, De venatione (Veneza, 1534), dedicado ao cardeal Ascanio Sforza em memória de sua viagem de caça no campo de Tivoli, e Iter Iulii, sobre a campanha de guerra que levou o Papa Júlio II de Roma a Bolonha em 1506, compõem sua produção poética, enquanto De sermone latino (Basileia, 1513) e De modis latine loquendi revelam o gosto de Castellesi pela escrita, que se baseia no modelo ciceroniano.
O De vera philosophia ex quattuor doctoribus ecclesiae (Bolonha, 1507) é uma coleção de textos curtos de quatro pais da Igreja — São Jerônimo, Santo Ambrósio, Santo Agostinho e São Gregório Magno — e das Escrituras, mas é interessante porque revela o pensamento de Castellesi sobre o problema da relação entre a doutrina cristã e a filosofia. Segundo Delio Cantimori, ele mostra “uma mentalidade claramente adversa à filosofia humanista [...] e também adversa ao espírito crítico de um Lorenzo Valla”. Afirmações como: Ele não é um cristão que diz que não se deve acreditar em Cristo sem razão. Que com a razão não se pode provar as coisas espirituais. Que na filosofia não há verdadeira sabedoria, e que a autoridade da Sagrada Escritura é suficiente, mostram “uma tendência explícita ao fideísmo e, ao mesmo tempo, a um retorno às Escrituras: a um escrituralismo que, por ser fundado em instrumentos tradicionais, não é menos um arauto do valor da nova tendência erasmiana e de sua difusão também na Itália”.
- Oratio super foedere inter Alexandrum VI ac Romanorum, Hispaniae et Anglie reges, 1496.
- De venatione ad Ascanium Sforzam, 1505.
- Iter Iulii II cum Bononiam contendit, 1506.
- De vera philosophia ex quattuor doctoribus ecclesiae, 1507.
- De sermone latino, 1515.
- De modis latine loquendi, 1515.

## Ligação externa
- Salvador Miranda. «CASTELLO, Adriano di». fiu.edu – The Cardinals of the Holy Roman Church (em inglês). Universidade Internacional da Flórida. Consultado em 24 de março de 2025
- Ferri, Girolamo (1837). «La biografia del celebre Cardinale Adriano da Corneto vescovo di Bath in Inghilterra» (em italiano). Monauni. Consultado em 25 de março de 2025